# ペルフルオロオクタン酸
ペルフルオロオクタン酸（ペルフルオロオクタンさん、Perfluorooctanoic acid, PFOA, ピーフォア 通称：C8）は、完全フッ素化された直鎖アルキル基を有するカルボン酸である。共役塩基のアニオンが界面活性剤として用いられ、PFO (perfluorooctanoate) と呼ばれる。

## 性質、合成
水にはほとんど溶けない (9.5 μg/L, 25 °C) 。フッ素化されていないオクタン酸よりも界面活性能が高い。ペルフルオロアルキル基はC-F結合エネルギーが高く、耐光性、耐熱性が高く、生分解をほぼ受けないとされる。ペルフルオロオクタン酸はフッ素テロマーのテロメリゼーションにより合成される。生体内半減期は4.3年であり、類似物質として法的規制を受けるペルフルオロオクタンスルホン酸（PFOS)の生体内半減期8.7年に比較して、短期間である。

## 用途
ペルフルオロオクタン酸は、テフロンの商品名で知られるポリテトラフルオロエチレンを合成する際の添加剤、塗料のレベリング剤、水性膜形成泡消火剤、界面活性剤などに用いられる。

## 環境汚染
2000年に大手製造メーカーであった3M社は世界各地の野生生物中にペルフルオロオクタンスルホン酸が高濃度に検出されたことを明らかにし、同様の構造を有するペルフルオロオクタン酸についても製造を2002年に中止した。現在はデュポン社が製造を継続しており、その他フッ素樹脂メーカーで使用が継続されている。世界各国の政府、研究者がその影響の調査に乗り出している。
2006年1月25日アメリカ合衆国環境保護庁はフッ素樹脂製造メーカーに対して、ペルフルオロオクタン酸の排出の削減を求め、2015年までの排出の廃絶を目標とした。現在はストックホルム条約にて規制対象となっている。